# 火炕

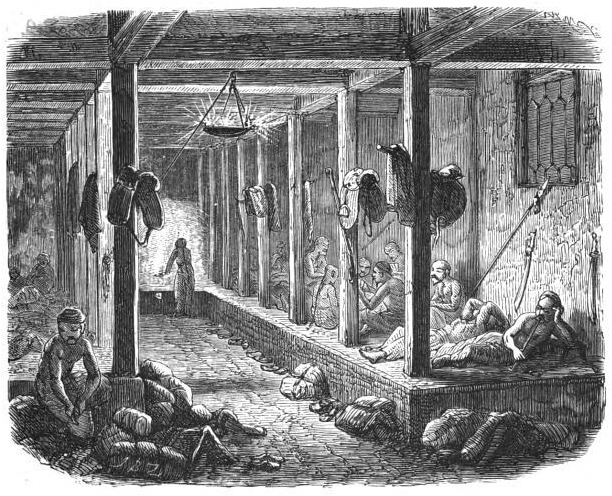
通化，1887

火炕（转写：nahan）又简称炕，或称大炕，是一种可以烧火取暖的卧具，是流行于中国北方、蒙古乡村的一种居室取暖与休息睡眠的房屋建筑设施。

## 说明
由于中国华北、东北和蒙古等地方冬季寒冷而漫长，流行于南方的床无法抵挡冬天的寒冷，北方乡村的人民就发明火炕做为取暖设施。

## 结构与使用
火炕是一种宽约一米七到两米三左右，长可随居室长度而定的砖石结构的建筑设施。搭建炕在北方称为盘炕，其内是用砖建有炕间墙，炕间墙中有烟道，上面覆盖有比较平整的石板，石板上面覆盖以泥摸平，泥乾后上铺炕席就可以使用。炕都有灶口和烟口，灶口是用来烧柴，烧柴产生的烟和热气通过炕间墙时烘热上面的石板产生热量，使炕产生热量。烟最后从火炕烟口通过烟囱排出室外。在中国北方一般炕的灶口与灶台相连，这样就可利用做饭的烧柴使火炕发热，这样就不必再单独烧炕。火炕邻近灶口的位置称为“炕头”；邻近烟口的位置称为“炕梢”。一般“炕头”都留给供家中辈份最高的主人或尊贵的客人寝卧，而男人或年青人都在“炕梢”寝卧。

## 历史与现今
河北省文物研究所为配合南水北调工程对于2006年4月至11月对河北省徐水县大王店鎮东黑山村村南东黑山遗址进行发掘，发掘出一处西汉时期的火炕；劉若愚《酌中志》：“乾清宫大殿... ...右向东曰懋勤殿，先帝创造地炕于此，恒临御之。”“十月... ...是时夜已渐长，内臣始烧地炕。”
在当今，由于楼房暖气和各种取暖设施的普及，使用火炕的家庭越来越少，只有农村还保留着这样的火炕。

## 相關
- 溫突